# Namagroep

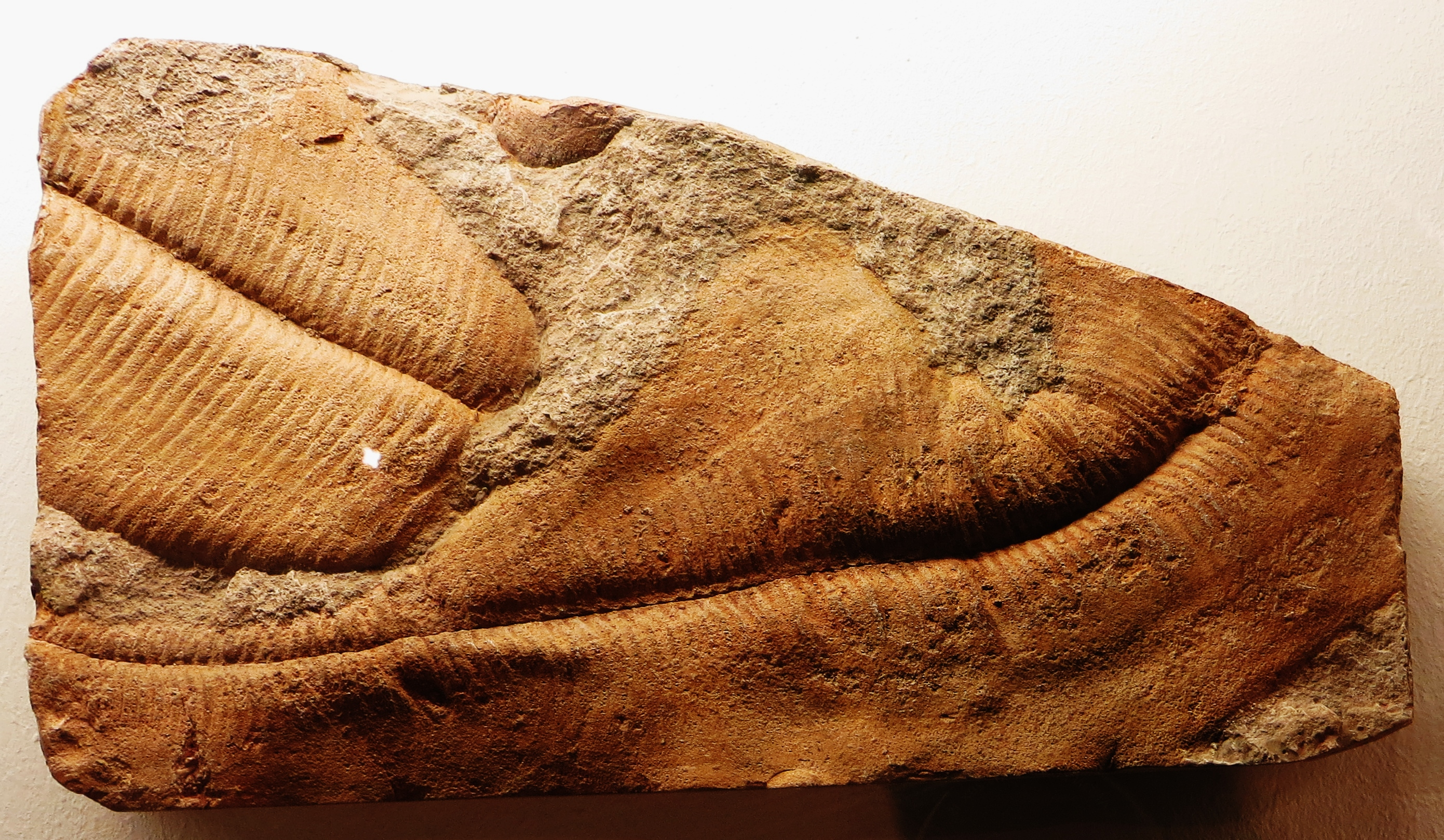
Fossiel van Pteridinium uit de Namagroep

De Namagroep is een groep geologische formaties in Namibië. De sedimenten uit de Namagroep dateren uit het Ediacarium.

## Locatie en ouderdom
De Namagroep ligt in de centrale en zuidelijke delen van Namibië en strekt zich uit tussen de 22e (Dabis-formatie) en 29e zuidelijke breedtegraad (Thrombolite-rif). Deze afzettingen zijn 550 tot 541 miljoen jaar oud. De huidige continenten lagen in het Ediacarium grotendeels op het zuidelijk halfrond als onderdeel van één supercontinent. Namibië bevond zich in het Ediacarium ongeveer op de positie waar nu Nieuw-Zeeland ligt. De Nama-groep is afgezet in een ondiepe zee langs het Kalaharikraton. 

## Vondsten
In de gesteentes van de Namagroep zijn fossiele resten van een 548 miljoen jaar oude riffen gevonden. Deze riffen waren tot twintig meter breed en hoog en er is voorgesteld dat deze opgebouwd zijn door Cloudina en Namaculathus, de eerste diertjes met een kalkskelet.  Andere studies laten zien dat de gevonden populaties bij elkaar gevonden losse resten van Cloudina zijn en geen riffen. De beide dieren met kalkskelet bevinden zich altijd in andere lagen dan de dieren met zachte lichamen van de Ediacarische biota. Ze behoren allemaal tot het vroegst bekende complexe meercellige leven op Aarde. 